# Épocas
Épocas es el segundo EP de la banda mexicana Clubz. Se lanzó el 10 de agosto de 2015 en formato físico y digital en México. Fue escrito por los vocalistas del grupo; Coco Santos y Orlando Fernández. Fue producido por ellos mismos, y distribuido de forma independiente. Se compone de dos canciones originales «Ciclos» y «Épocas» este último se extrajo como un sencillo. Además ganó canción del año en los Premios IMAs de 2016.

## Antecedentes
Épocas, fue lanzado en 2015 e incluyó dos temas inéditos, así como remixes de destacados artistas tanto nacionales como internacionales, entre ellos Extraperlo y El Último Vecino de España, Wet Beas, Porter, Teen Flirt de México y Radio de Costa Rica. Épocas se presentó como una versión ampliada del sencillo homónimo y añadió un nuevo tema titulado «Ciclos».Este lanzamiento también estuvo acompañado de reinterpretaciones de diversos artistas hispanohablantes. El material fue editado por el sello español Canadá Editorial, reconocido por su colaboración con otros artistas como Svper, Mujeres y Los Punsetes.

## Recepción
En el sitio web Rate Your Music recibió una puntuación de 3.24 sobre 5 estrellas.

## Lista de canciones
| Lista de canciones |                                   |                                 |          |  |
| N.º                | Título                            | Escritor(es)                    | Duración |  |
| 1.                 | «Épocas»                          | Coco Santos · Orlando Fernández | 4:00     |  |
| 2.                 | «Ciclos»                          | Coco Santos · Orlando Fernández | 4:03     |  |
| 3.                 | «Épocas (Extraperlo remix)»       | Coco Santos · Orlando Fernández | 5:27     |  |
| 4.                 | «Ciclos (El Último Vecino remix)» | Coco Santos · Orlando Fernández | 3:15     |  |
| 5.                 | «Épocas (Wet Baes Remix)»         | Coco Santos · Orlando Fernández | 4:00     |  |
| 6.                 | «Ciclos (Porter Remix)»           | Coco Santos · Orlando Fernández | 5:00     |  |
| 7.                 | «Épocas (Raido Remix)»            | Coco Santos · Orlando Fernández | 5:45     |  |
| 8.                 | «Ciclos (Teen Flirt Remix)»       | Coco Santos · Orlando Fernández | 3:33     |  |
| 35:03              |                                   |                                 |          |  |

## Premios y nominaciones
Premios
| Año  | Entrega      | Categoría       | Nominación | Resultado | Ref.  |
| ---- | ------------ | --------------- | ---------- | --------- | ----- |
| 2016 | Premios IMAS | Canción del año | «Épocas»   | Ganadores | [ 6 ] |

## Historial de lanzamiento
| País   | Fecha                | Formato(s)            | Sello            | Ref.  |
| ------ | -------------------- | --------------------- | ---------------- | ----- |
| México | 10 de agosto de 2015 | CD + Descarga digital | Canadá editorial | [ 7 ] |